# Le Leslay
Le Leslay é uma comuna francesa na região administrativa da Bretanha, no departamento Côtes-d'Armor. Estende-se por uma área de 5,09 km². Em 2010 a comuna tinha 161 habitantes (densidade: 31,6 hab./km²).